# Selenocosmia subvulpina
Selenocosmia subvulpina är en spindelart som beskrevs av Embrik Strand 1907. Selenocosmia subvulpina ingår i släktet Selenocosmia och familjen fågelspindlar.
Artens utbredningsområde är Queensland. Inga underarter finns listade i Catalogue of Life.